# تخلف ثقافي
يشير المصطلح التخلف الثقافي إلى الفكرة المتمثلة في أن الثقافة تستغرق وقتًا للحاق بركب الابتكارات التكنولوجية وأن ثمة مشاكل وصراعات اجتماعية تحدث بسبب هذا التخلف. ولاحقًا، بات مصطلح التخلف الثقافي لا ينطبق على هذه الفكرة فحسب وإنما أيضًا بات يتعلق بالنظرية والتفسير. ويساعد في تحديد وتفسير المشاكل الاجتماعية وكذلك توقع المشاكل المستقبلية.
وكما أوضح جيمس دبليو وودوارد، عندما تتغير الظروف المادية، فإن ثمة تغيرات تحدث في الثقافة التكيفية، غير أن هذه التغيرات في الثقافة التكيفية لا تتزامن بدقة مع التغير في الثقافة المادية، وهذا التأخر هو التخلف الثقافي. وتمت صياغة المصطلح من قِبل عالم الاجتماع ويليام إف أوجبيرن في كتابه الصادر عام 1922 التغير الاجتماعي فيما يتعلق بالثقافة والطبيعية الأصلية (Social change with respect to culture and original nature) وتشير نظريته بشأن التخلف الثقافي إلى أن فترة عدم تكيف تحدث عندما تكافح الثقافة غير المادية للتكيف مع الظروف المادية الجديدة. وهذا يعكس فكرة الحتمية التكنولوجية، من حيث أنه يفترض أن للتكنولوجيا آثارًا على المجتمع ككل.
ووفقًا لأوجبيرن، يُعتبر التخلف الثقافي ظاهرة مجتمعية شائعة بسبب ميل الثقافة المادية إلى التطور والتغير بسرعة وبشكل كبير جدًا في حين تميل الثقافة غير المادية إلى مقاومة التغيير والبقاء كما هي لفترة أطول من الزمن. ونظرًا للطبيعة المعارضة لهذين الجانبين من الثقافة، فإن التكيف مع التكنولوجيا الجديدة يصبح صعبًا. وهذا التميز بين الثقافة المادية وغير المادية يُعتبر أيضًا مساهمة لعمل أوجبيرن الصادر عام 1922 حول التغير الاجتماعي.
إن التخلف الثقافي يحدث مشاكل للمجتمع بطرق عديدة. وتنفذ قضية التخلف الثقافي إلى أي نقاش يكون موضوعه تطبيق بعض التكنولوجيات الجديدة. على سبيل المثال، قد أدى ظهور أبحاث الخلايا الجذعية إلى ظهور العديد من التكنولوجيات الطبية الجديدة والتي من المحتمل أن تكون مفيدة؛ ومع ذلك أثارت هذه التكنولوجيات الجديدة أسئلة أخلاقية خطيرة حول استخدام الخلايا الجذعية في الطب. يُعتبر التخلف الثقافي بمثابة قضية أخلاقية خطيرة حيث إن الفشل في التوصل إلى توافق مجتمعي واسع حول التطبيقات المناسبة للتكنولوجيا الجديدة قد يؤدي إلى حدوث شرخ في التكافل الاجتماعي ونشأة الصراع الاجتماعي.

## وصلات خارجية
- Cultural lag: conception and theory